# وكاري أسود الرأس
الوِكَارِي أسود الرأس (الاسم العلمي: Cacajao melanocephalus) هو نوع من الحيوانات يتبع جنس الوِكَارِي من الفصيلة السعادين الساكية.